# دیاستریومر

دیاسترمرها و انانتیومرها

دیاستریومرها یا میان‌فضاپار (به انگلیسی: Diastereomers) گروهی از ایزومرهای فضایی هستند که انانتیومر نمی‌باشند.
دیاسترومری هنگامی رخ می‌دهد که دو یا چند ایزومر فضایی یک ترکیب شیمیایی دارای صورتبندی متفاوت در یک یا چند (و نه همه) مرکز فضایی باشند. شرط لازم برای دیاسترمر بودن آن است که این ایزومرها، تصویر آینه‌ای همدیگر نیز نباشند.

## میان‌فضاگزینی
میان‌فضاگزینی (به انگلیسی: [] Error: {{Lang}}: فاقد متن (راهنما)) ترجیح برای تشکیل یک یا چند دیاسترومر بر دیگر دیاسترومرها در طی یک واکنش آلی است.
برخلاف انانتیومرها، دیاسترومرها از نظر خواص شیمیایی و فیزیکی با هم فرق دارند و می‌توان آنها را با روش‌های مختلف از جمله نقطه‌جوش (تقطیر جزء به جزء)، نقطه‌ذوب (تبلور)، حلالیت یا روش‌های کروماتوگرافی از یکدیگر جدا نمود.

## سین و آنتی
شیمی فضایی سین (syn): به واکنش هایی گفته می شود که در یک رویه از مولکول انجام می شوند. 
شیمی فضایی آنتی (anti): به واکنش هایی گفته میشود که در دو رویه ی مختلف از مولکول انجام می شوند.

## اریترو و ترئو
در یک ترکیب دیاستومری که دارای دو مرکز کایرال مجاور و فاقد تقارن درون مولکولی است(مزو نباشد) پس از ترسیم نمایش فیشر آن ترکیب چنان‌چه استخلاف‌های موجود در هر دو کربن در یک طرف باشند اصطلاحاً آن ایزومر فضایی را اریترو و چنانچه در سوی مولکول باشند ترئو می‌نامند.
تمام ترکیبات مزو اریترو هستند